# بات أشتون
بات أشتون (بالإنجليزية: Pat Ashton)‏ هي ممثلة بريطانية، ولدت في 28 فبراير 1931 في وود جرين في المملكة المتحدة، وتوفيت في 23 يونيو 2013 في Diss, Norfolk ‏ في المملكة المتحدة.

## وصلات خارجية
- بات أشتون على موقع IMDb (الإنجليزية)
- بات أشتون على موقع أول موفي (الإنجليزية)
- بات أشتون على موقع قاعدة بيانات الأفلام السويدية (السويدية)
- بات أشتون على موقع قاعدة بيانات الفيلم (الإنجليزية)
- بات أشتون على موقع كينوبويسك (الروسية)